# Carl Söderström
Carl Fredrik Söderström, född den 28 november 1879 i Örebro, död den 1 juli 1949 i Stockholm, var en svensk jurist. Han var måg till Erik Edlund samt far till Nils och Carlerik Söderström.
Söderström avlade juris utriusque kandidatexamen vid Uppsala universitet 1903. Han blev tillförordnad fiskal i Svea hovrätt 1907, adjungerad ledamot där 1908 och vice häradshövding 1918. Söderström var häradshövding i Medelsta domsaga 1921–1936 och i Östra och Medelsta domsaga 1937–1947. Han blev riddare av Nordstjärneorden  1931 och kommendör av andra klassen av samma orden 1945. Söderström vilar på Nikolai kyrkogård i Örebro.